# 足力健

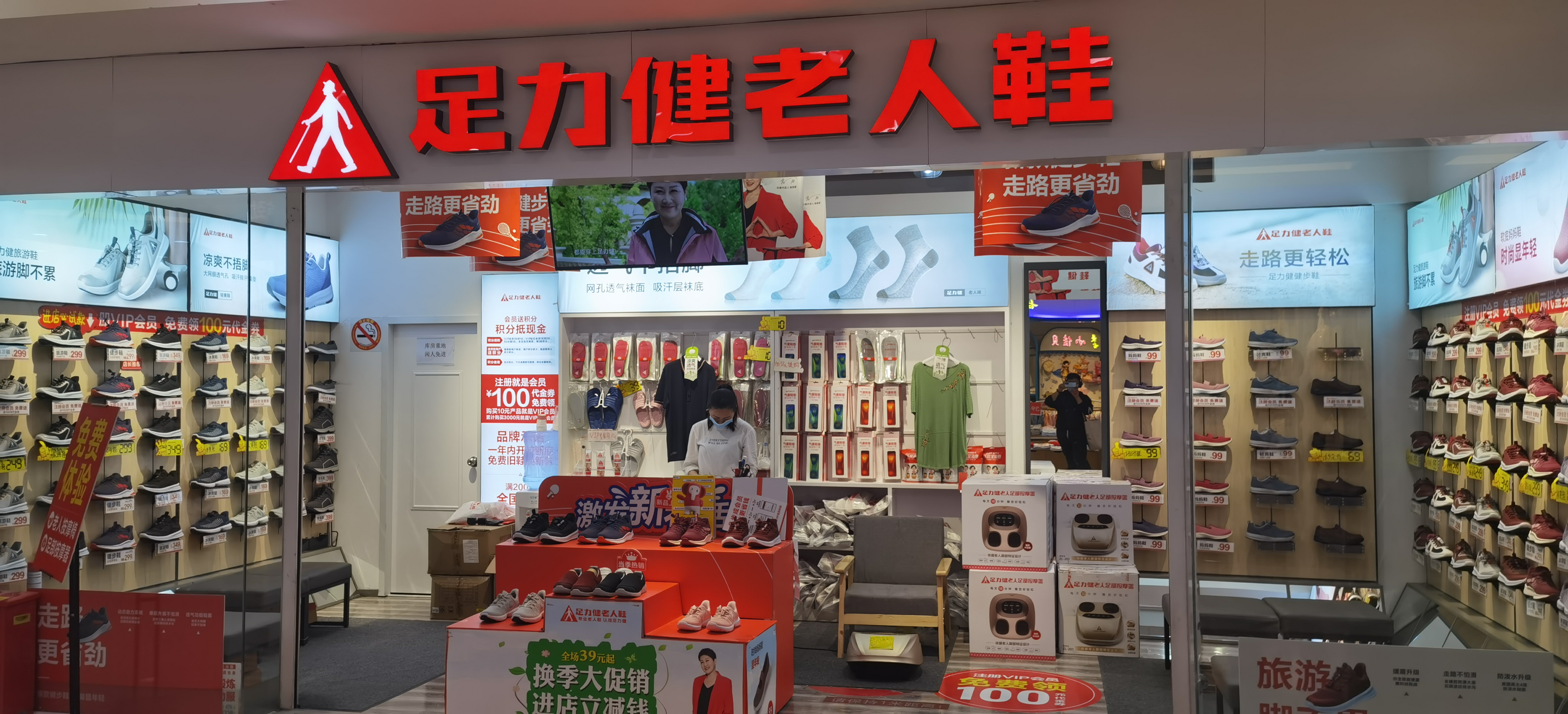
一家足力键老人鞋线下专卖店

足力健是中華人民共和國一個老人鞋品牌，創始人為张京康。2013年，张京康研发出一款老人鞋。2015年，北京孝夕阳科技发展有限公司成立。2016年1月首次開店，2017年12月，睢县足力健鞋业有限公司成立。截至2018年11月，足力健中国门店超过5000家。2019年，足力健被曝光有品質問題以及虛假宣傳。2020年8月起，张京康被限制高消费。2022年1月，足力健超1亿元人民幣金額被兩家法院強制執行。

## 外部連結
- 官方网站